# 크립토콕쿠스증

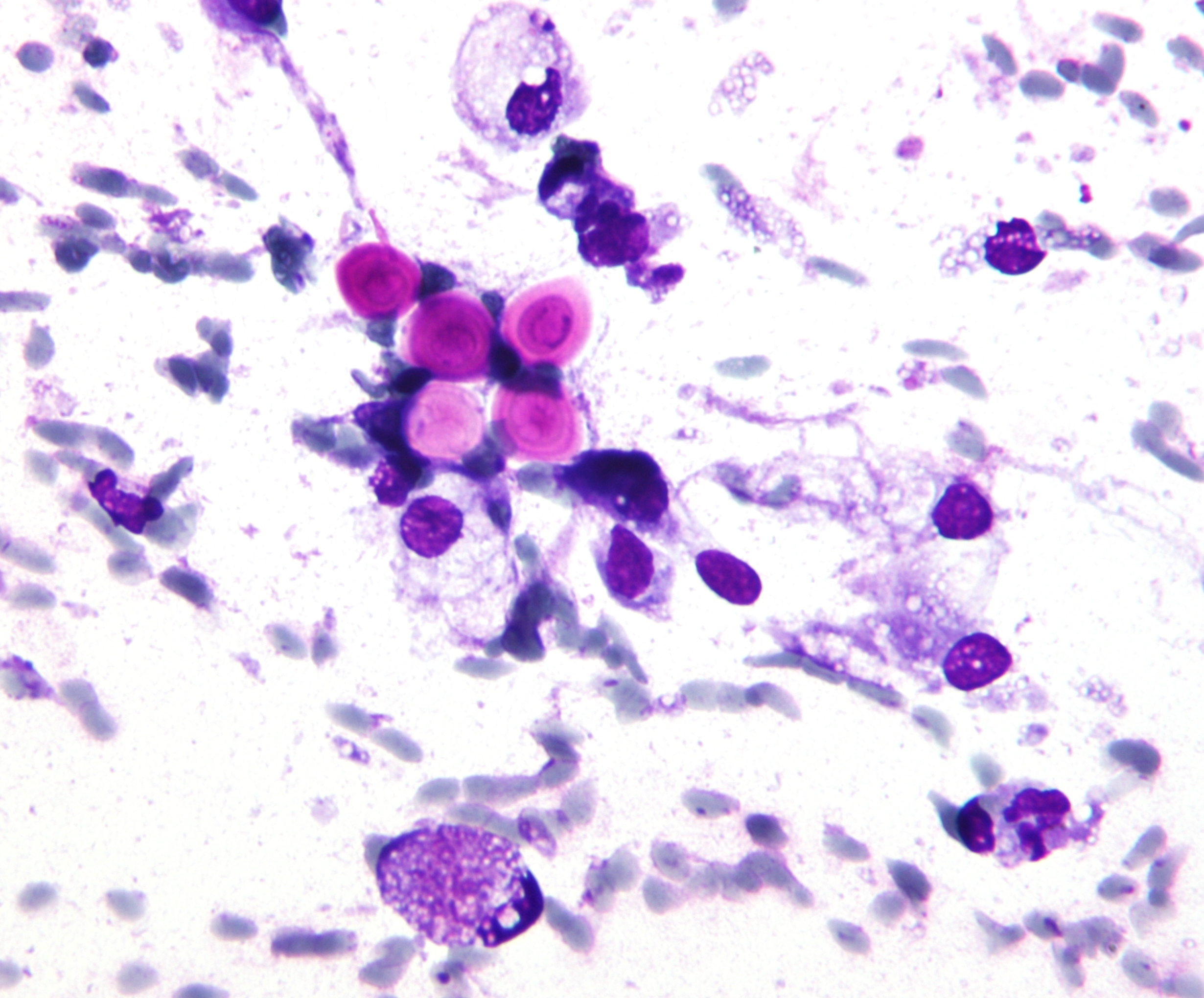

크립토콕쿠스증(Cryptococcosis)은 치명적인 진균증으로, 주로 허파를 대상으로 하며 폐렴과 뇌의 경우 수막염을 동반한다. 허파 감염 시 기침, 호흡곤란, 흉통, 발열이 주된 증상이다. 뇌에 감염시 두통, 발열, 구역질, 구토, 눈부심 등의 행동을 보일 수 있다. 피부를 포함한 신체의 다른 부분에도 영향을 줄 수 있으며 이 경우 여러 괴사조직의 액체로 가득찬 결절을 보이게 된다.
균류에 의해 발병한다.